# قضاء صيدا
قضاء صيدا هو أحد أقضية محافظة الجنوب الثلاث، مركزه مدينة صيدا، عاصمة المحافظة وثالث المدن اللبنانية من حيث الأهمية السكانية والاقتصادية.
تبلغ مساحته 275 كيلومترا مربعا تمتد على شريط ساحلي من مجرى نهر الأولي شمالاً، حتى مجرى نهر الليطاني جنوباً. ويتفاوت في الارتفاع من ساحل البحر حتى خمسمئة متر عند تخوم قضاء جزين شرقاً. تحده من الشمال محافظة جبل لبنان، ومن الجنوب والجنوب الشرقي قضائي صور والنبطية، ومن الشرق والشمال الشرقي قضائي جزين والنبطية.

## مدن وبلدات

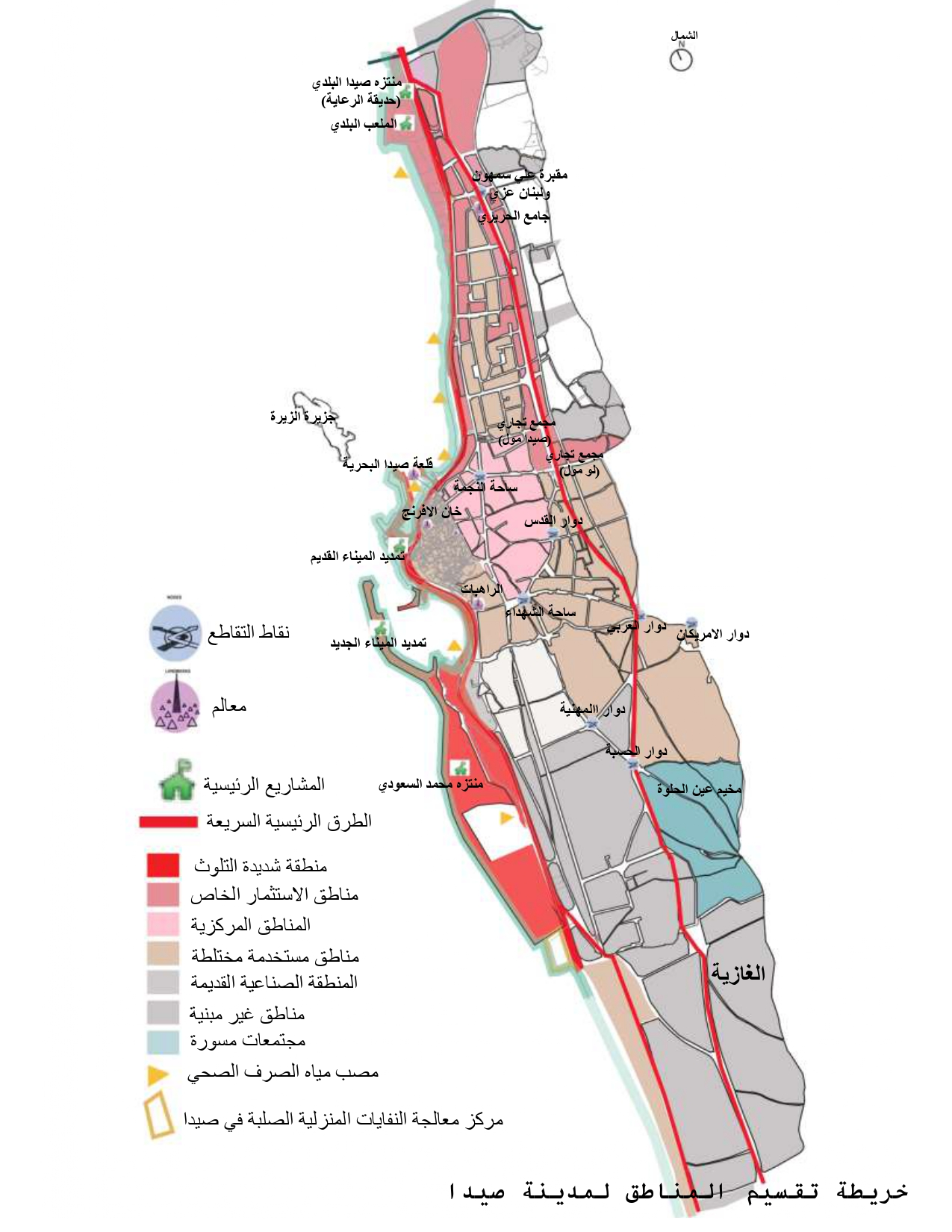
خريطة تقسيم المناطق لصيدا في لبنان

- عدلون
- الأنصارية
- الغازية
- مغدوشة
- مجدليون
- المية ومية
- قناريت
- الصالحية
- الصرفند
- صيدا - العاصمة
- طبايا
- زرارية
- كوثرية الصياد

## القرى
- عين الدلب
- عنقون
- درب السيم
- حجة
- كفر شلال
- كفر حتا
- قريع
- طنبوريت
- زيتا
- زغدريا

## السكان
بحسب بيانات تسجيل الناخبين ، فإن غالبية الناخبين في الدائرة هم من المسلمين (83٪).
في حين بلغ عدد الناخبين في مدينة صيدا ( 61237 شخص) 94٪ منهم مسلمون (84% سنة و9% شيعة) مع وجود ما نسبته 6% من المسيحيين (يتوزعون بين الطائفة الأرثوذكسية والمارونية والروم الكاثوليك).

## النفط والبترول
تعمل صيدا كمحطة البحر الأبيض المتوسط لخط الأنابيب العربي ، وهو خط أنابيب نفط بطول 1720 كم (1،068.76 ميل) يضخ النفط من الحقول بالقرب من بقيق في المملكة العربية السعودية. لعب خط الأنابيب دورًا مهمًا في التجارة العالمية للبترول - مما ساعد في التنمية الاقتصادية للبنان - بالإضافة إلى العلاقات السياسية الأمريكية والشرق أوسطية. في الوقت الذي تم بناؤه فيه في عام 1947 ، كان المشروع يعتبر رائدًا ومبتكرًا بسعة قصوى تبلغ حوالي 500000 برميل يوميًا (79000 متر مكعب / يوم). بعد حرب الأيام الستة عام 1967 ، وبسبب المشاحنات المستمرة بين المملكة العربية السعودية وسوريا ولبنان حول رسوم العبور ، وظهور ناقلات النفط العملاقة وانهيار خطوط الأنابيب ، توقف قسم الخط خارج الأردن عن العمل في عام 1976.

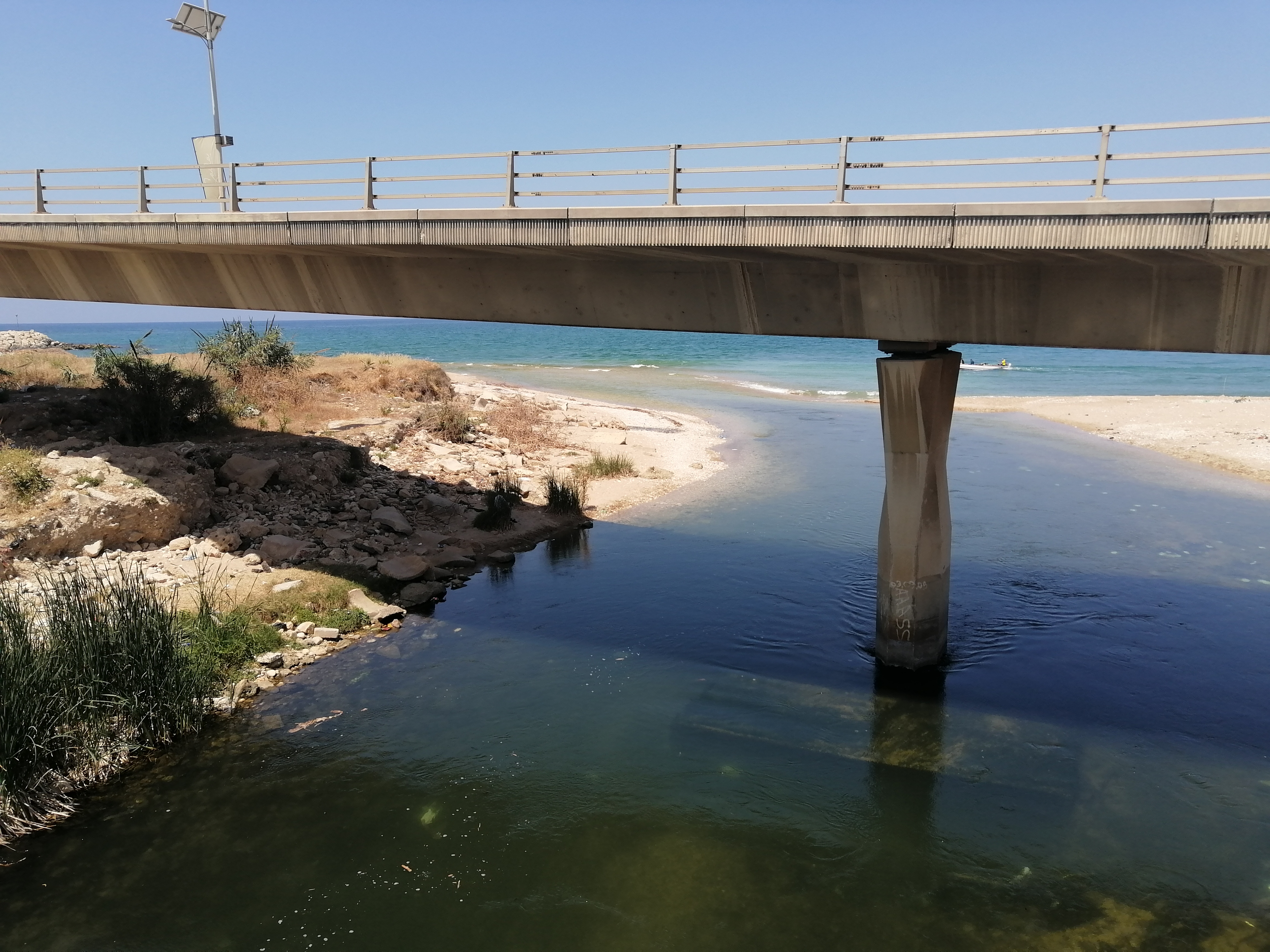
مصب مياه نهر الأولي في البحر

مدينة صيدا هي موقع منشأة نفطية كبيرة الحجم تتكون من خزانات لتخزين النفط ومصفاة لتكرير النفط ومحطة طاقة حرارية وميناء للوقود. خلال الحرب الأهلية اللبنانية والاجتياحات الإسرائيلية ، قصف الموقع عدة مرات إما من قبل الطائرات الحربية الإسرائيلية أو من قبل مجموعات الميليشيات الفلسطينية مما أدى في النهاية إلى إغلاق الموقع. يعاني خزان النفط والمصفاة من ظروف قاسية ولكنهما يخضعان الآن لخطة إعادة تأهيل ضخمة وضعتها وزارة الطاقة والموارد المائية ، وكذلك تلك الموجودة في طرابلس في الشمال ، لتخزين إمدادات النفط والغاز الطبيعي المستقبلية في لبنان التي تم اكتشافها مؤخرًا. البحرية. في الوقت الحالي ، المنشآت التي لا تزال تعمل في الموقع هي محطة الطاقة الحرارية وميناء الوقود ، والتي بدأت الدولة في استخدامها لاستيراد النفط بعد توقف خط الأنابيب عن العمل في السبعينيات.

## مواقع خارجية
- مركز المعلوماتية للتنمية الحلية نسخة محفوظة 1 فبراير 2009 على موقع واي باك مشين.